# رده PJA ادبیات عربی
رده PJA ادبیات عربی کتابی از باسمه رضایی است که در سال ۱۳۷۴ منتشر و در مراسم کتاب سال جمهوری اسلامی ایران به‌عنوان کتاب برگزیده معرفی شد.